# Vuelta al Táchira

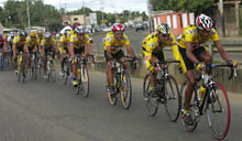
Radfahrerteam

Die Vuelta ciclista al Táchira (Táchira-Radrundfahrt) ist ein venezolanisches Straßenradrennen.
Das Etappenrennen fand im Jahr 2007 über zwei Wochen im venezolanischen Bundesstaat Táchira statt. Seit 2005 ist das Rennen Teil der UCI America Tour und in die Kategorie 2.2 eingestuft.

## Palmarès
| Jahr | Sieger                    | Zweiter                              | Dritter              |
| ---- | ------------------------- | ------------------------------------ | -------------------- |
| 1966 | Martín Emilio Rodríguez   | Victor Leguizamón                    | Gliserio Penagos     |
| 1967 | Gustavo Rincón            | Severo Hernández                     | Jairo Cruz           |
| 1968 | Martín Emilio Rodríguez   | Severo Hernández                     | Javier Suárez        |
| 1969 | Álvaro Pachón Morales     | Hernando Gómez                       | Nicolas Reidtler     |
| 1970 | Álvaro Pachón Morales     | Pablo Hernández                      | Miguel Samacá        |
| 1971 | Martín Emilio Rodríguez   | Nicolas Reidtler                     | Luis Gabino Rosales  |
| 1972 | Miguel Samacá             | Rafael Antonio Niño                  | Fabio Acevedo        |
| 1973 | Santos Bermúdez           | Nicolas Reidtler                     | Cirilo Correa        |
| 1974 | Álvaro Pachón Morales     | Juan Morales                         | Carlos Siachoque     |
| 1975 | Fernando Fontes           | Nicolas Reidtler                     | Sergei Morosow       |
| 1976 | Fernando Fontes           | Nicolas Reidtler                     | Efraín Pulido        |
| 1977 | José Patrocinio Jiménez   | Nicolas Reidtler                     | Luis Enrique Murillo |
| 1978 | Efraín Rodríguez          | José Patrocinio Jiménez              | Plinio Casas         |
| 1979 | José Duaxt                | Viktor Okolelov                      | Arcadio Méndez       |
| 1980 | Epifanio Arcila           | Manuel Ignacio Gutiérrez             | Fabio Navarro        |
| 1981 | Carlos Siachoque          | Alexander Michailowitsch Gusjatnikow | Fabio Parra          |
| 1982 | Ramasan Galjaletdinow     | Jorge Orozco                         | Enrique Campos       |
| 1983 | Mario Medina              | Martín Ramírez                       | Alexander Krasnow    |
| 1984 | Carlos Alba               | Aleksandr Kulikov                    | Leonid Arkhipov      |
| 1985 | José Lindarte             | Fernando Correa                      | Elio Villamizar      |
| 1986 | Eduardo Alonso            | José Lindarte                        | Samuel Villamizar    |
| 1987 | Elio Villamizar           | Fernando Correa                      | Pedro Mora           |
| 1988 | Wjatscheslaw Jekimow      | Luis Barroso Gómez                   | Mario Medina         |
| 1989 | Luis Felipe Moreno Torres | José Villamizar                      | Wjatscheslaw Jekimow |
| 1990 | José Vicente Díaz         | Augusto Triana                       | Alexis Méndez        |
| 1991 | Ángel Camargo             | Juan Carlos Rosero                   | José Jaime González  |
| 1992 | Luis Barroso Gómez        | Josué López                          | Santiago Amador      |
| 1993 | Leonardo Sierra           | José Ibáñez                          | Omar Pumar           |
| 1994 | Alexis Méndez             | Carlos Maya                          | Edinel Figueroa      |
| 1995 | Carlos Maya               | Rónald Bermúdez                      | Omar Pumar           |
| 1996 | Raúl Gómez Suárez         | Giovanni Vargas                      | Omar Pumar           |
| 1997 | César Salazar             | Argiro Zapata                        | Hernán Darío Muñoz   |
| 1998 | Julio Blanco              | Álvaro Lozano                        | Robinson Merchán     |
| 1999 | Aldrin Salamanca          | Fredy González                       | Vladimir Forero      |
| 2000 | Noel Vásquez              | Carlos Maya                          | Omar Pumar           |
| 2001 | Noel Vásquez              | Carlos Maya                          | Aldrin Salamanca     |
| 2002 | Freddy Vargas             | Noel Vásquez                         | José Rujano          |
| 2003 | Hernán Darío Muñoz        | Carlos Maya                          | Yeison Delgado       |
| 2004 | José Rujano               | Fredy González                       | Carlos Maya          |
| 2005 | José Rujano               | José Chacón                          | Carlos Maya          |
| 2006 | Manuel Medina             | José Serpa                           | Hernán Buenahora     |
| 2007 | Hernán Buenahora          | Manuel Medina                        | Jackson Rodríguez    |
| 2008 | Manuel Medina             | Yeison Delgado                       | José Contreras       |
| 2009 | Rónald González           | Tomás Gil                            | Yonathan Monsalve    |
| 2010 | José Rujano               | José Alarcón                         | Noel Vásquez         |
| 2011 | Manuel Medina             | Carlos Becerra                       | Noel Vásquez         |
| 2012 | Jimmi Briceño             | Rónald González                      | Manuel Medina        |
| 2013 | Yeison Delgado            | José Chacón                          | Carlos Gálviz        |
| 2014 | Carlos Gálviz             | Juan Murillo                         | Jonathan Camargo     |
| 2015 | José Rujano               | Juan Murillo                         | Yeison Delgado       |
| 2016 | Joseph Chavarría          | Jorge Abreu                          | Yosvans Rojas        |
| 2017 | Yonathan Salinas          | Jimmi Briceño                        | Jhorman Flores       |
| 2018 | Pedro Gutiérrez           | Rónald González                      | Rafael Medina        |
| 2019 | Jimmi Briceño             | Luis Mora                            | Yonathan Salinas     |
| 2020 | Roniel Campos             | Juan José Ruiz                       | Kevin Rivera         |
| 2021 | Roniel Campos             | Óscar Sevilla                        | Danny Osorio         |
| 2022 | Roniel Campos             | Edwin Becerra                        | Didier Merchán       |
| 2023 | José Alarcón              | Juan José Ruiz                       | Juan Diego Alba      |
| 2024 | Jonathan Caicedo          | Juan José Ruiz                       | Nelson Camargo       |
| 2025 | Edwin Becerra             | Jorge Abreu                          | José Alarcón         |